# Porsche 597
El Porsche 597 Jagdwagen (traducido rudamente como "coche de caza") fue una vehículo militar ligero, diseñado para cubrir aproximadamente el mismo cometido que el Jeep, Kübelwagen y Land-Rover. 
Originalmente desarrollado como prototipo sobre una licitación para el ejército alemán después de la II Guerra Mundial, este vehículo nunca alcanzó una producción masiva después de que fuera elegido el DKW Munga por razones económicas.
El coche estaba propulsado por un motor refrigerado por aire inducido del Porsche 356, situado en su parte trasera como los Volkswagen y Porsche de ese periodo, primero en una versión modificada de 1.5 litros, con un modelo posterior más potente de 1.6 litros (modelo-l). Este motor tenía una potencia de alrededor de 37 kW (50 CV). El vehículo en su  conjunto tenía un peso de 990 kg y la velocidad máxima que podía alcanzar era de 100 km/h. Para la transmisión se proveyó de una caja de 5-velocidades manual con un cambio adicional de tracción de dos a las cuatro ruedas sobre la marcha. Con su corta distancia entre ejes de las ruedas de 2.060 mm, el vehículo podía subir pendientes pronunciadas de hasta el 65%.
El cuerpo del prototipo del coche fue fabricado por las propias instalaciones de Porsche en Stuttgart con las versiones posteriores (estabilizadas con barras de torsión) provenían del fabricante de carrocerías Karmann. El monocasco venía sin puertas ni umbrales, es decir, que los pasajeros tenían que pasar por encima de ellos para entrar y salir del vehículo; la ventaja de este diseño era que el vehículo era boyante y anfibio. Versiones posteriores del cuerpo venían con puertas rígidas y exhibían ángulos más pronunciados de caída en las alas laterales y el capó. 

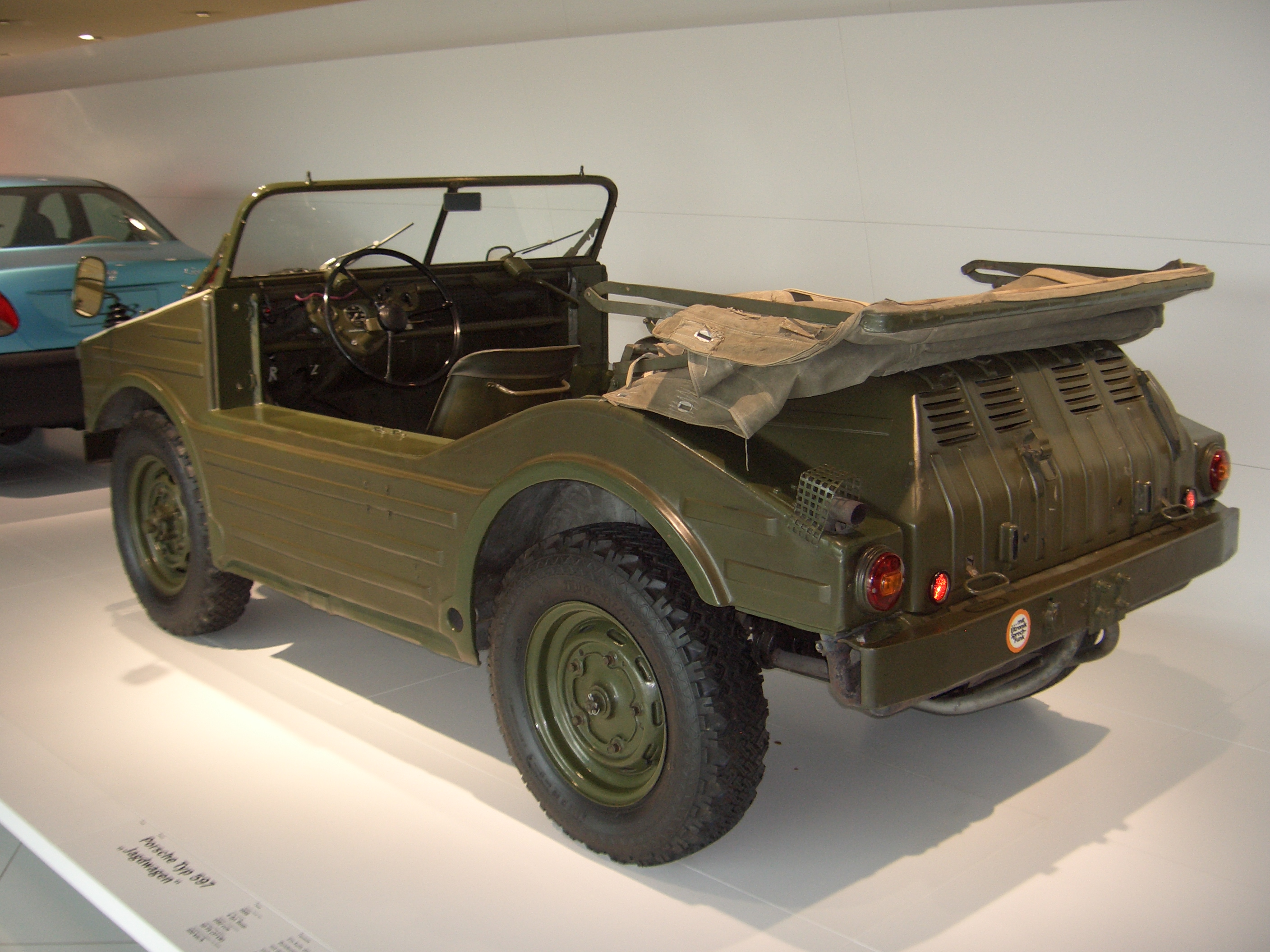
Prototipo de vehículo militar del Porsche 597 de 1953 (el mismo que arriba); parte trasera.

El Porsche 597 'Jagdwagen', conjuntamente con el Goliath Type 31 (para las Fuerzas Armadas de la Alemania Federal) nunca fueron comisionados para su producción en masa, ya que (en el caso del 597), los costes de producción eran demasiado altos y la compañía no podía suministrar fácilmente la enorme cantidad de unidades necesaria en una escala de tiempo propuesta. En su lugar, el modelo DKW Munga del fabricante Auto-Union fue el elegido para su fabricación a gran escala por su relativa sencillez constructiva, menor coste y la habilidad de Auto Union de cumplir con las demandas del ejército.
Un total de 71 Porsche 597 fueron fabricados entre 1955 y 1958, 49 de ellos fueron construidos para el mercado civil (numeración del chasis empezando por 597-000101). Los costes de desarrollo del vehículo ascendieron a aproximadamente 1,8 millones DM. En agosto de 1959 todavía existían esperanzas dentro de la empresa Porsche de producir un vehículo actualizado basado en la plataforma del 597 con un chasis más fortalecido, una distancia entre ejes ampliada de 2.400 mm que podría estar disponible en cinco estilos de carrocería diferentes. Sin embargo, el proyecto finalmente fue cancelado, y el nuevo vehículo nunca vio la luz del día.